# 'Ndrina Morabito
(Giuseppe Morabito intercettato durante l'operazione Mandamento Jonico conclusasi il 4 luglio 2017)

Giuseppe Morabito, capobastone arrestato nel 2004

La 'ndrina Morabito è una delle più potenti famiglie malavitose della Calabria. Il paese d'origine è Africo nella Locride, dal quale vengono gestiti affari e illeciti nel Nord Italia e anche all'estero. A Milano i principali alleati dei Morabito sono i Bruzzaniti e i Palamara, clan originari di Africo. Ma possono contare su legami con i Maisano, Pansera, Versace, Zappia, Mollica, Criaco e Scriva. Sono stanziati anche nelle province di Varese, Como e Monza e Brianza. A Roma sono segnalati nel quartiere Flaminio. La cosca Morabito ha ramificazioni in Sud America, Europa e Africa. Il suo capo fino all'arresto nel 2004 è stato Giuseppe Morabito, detto U tiradrittu: era il ricercato numero uno tra i latitanti calabresi. A Genova sono stanziati gli alleati Palamara e che tramite il nipote del Morabito Giuseppe Sculli, sono attivi in particolar modo nel totonero insieme a malavitosi albanesi e bosniaci come Safet Altic, spalleggiatori delle famiglie siciliane Fiandaca, Morso, Rinzivillo e Emmanuello di Gela.
A Roma, sempre tramite Sculli, sono stati peraltro in contatto con i vertici di Mafia Capitale, Massimo Carminati (ex NAR e Banda della Magliana) e Giovanni De Carlo.

## Storia

### Anni Sessanta e Settanta
Nel 1952 il giovane Giuseppe Morabito viene denunciato per occupazione arbitraria di immobili e danneggiamento, porto abusivo di armi, violenza privata e lesioni personali.
Il 23 giugno 1967 avviene la strage di Locri: sono assassinati il boss Domenico Cordì, Carmelo Siciliano e Vincenzo Saraceno. L'obiettivo è di punire Domenico Cordì per aver commerciato, a titolo personale, un carico di sigarette di contrabbando scavalcando la cosca Morabito. Accusato dell'eccidio, Giuseppe Morabito viene assolto nel 1971 per insufficienza di prove.
Durante i moti di Reggio Calabria, Giuseppe Morabito sarebbe stato avvicinato dai Servizi segreti per avere informazioni su alcuni rapimenti nel Nord Italia.

### Anni Ottanta - La faida di Motticella e il traffico di eroina
Negli anni ottanta il clan Morabito si occupa principalmente del traffico di eroina. Santo Pasquale Morabito arriva nell'Italia settentrionale per un soggiorno obbligato. Nel 1982 il boss siciliano di San Giuseppe Jato, Antonio Salamone, si costituisce presso la stazione dei Carabinieri di Africo. Secondo il pentito Vittorio Ierinò, Totò Riina, capo dei corleonesi, avrebbe trascorso un periodo di latitanza ad Africo, vestito da prete.
Nel 1985 scoppia la Faida di Motticella con i Palamara-Scriva.

### Anni Novanta
Diventano rilevanti il riciclaggio di denaro e traffico di cocaina tramite i narcos colombiani, con mediatori come l'ex parroco di Brancaleone Franco Mondellini, nato a Parabiago (in provincia di Milano). Si stringono alleanze con boss kosovari e albanesi. L'inchiesta Olimpia svela le infiltrazioni della cosca all'interno dell'Università di Messina in accordo con Cosa Nostra messinese fino a quando questi ultimi non scoprirono che i calabresi chiedevano tangenti agli imprenditori cercando chiaramente di voler controllare il territorio dal punto di vista economico. Tutto ciò creò molto attrito tra le due fazioni arrivando successivamente a una guerra di mafia all'interno della città di Messina.
Nel marzo del 1993 viene arrestato Pietro Morabito, latitante, tradito dalla data di rilascio della carta d'identità (29 febbraio 1993, un giorno inesistente). Nel 1993 viene arrestato a Messina e condannato a 2 anni, Rocco Morabito, per un'estorsione alla Sir S.r.l. - Società Italiana di Ristorazione.
Nel 1996 viene ucciso ad Africo Domenico Morabito, primogenito di Giuseppe Morabito.
Una sentenza del 1997 emessa dal Tribunale di Locri a carico di Giuseppe Morabito rivela che navi provenienti dal Sud America scaricavano in mare, davanti alle coste di Africo, centinaia di chili di "materiali da raffinare".
Per il presunto coinvolgimento nell'omicidio di Matteo Bottari, titolare della cattedra di Diagnostica e Chirurgia endoscopica dell'Università di Messina, avvenuto il 15 gennaio 1998, durante l'operazione Panta Rei Giuseppe Morabito è stato assolto in via definitiva.

### Anni Duemila
Nel 2000, con l'inchiesta Panta Rei, si scoprono presunti esami comprati e lauree acquistate all'Università di Messina.
Nel 2003 l'operazione Armonia svela l'esistenza di un'associazione mafiosa denominata crimine: unisce i locali della zona jonica della provincia di Reggio Calabria. Al vertice c'è Giuseppe Morabito e ne fanno parte Giuseppe Pansera, Filiberto Maisano, Antonio Pelle, Giuseppe Pelle e altri.
Il 18 febbraio 2004 è stato arrestato il Giuseppe Morabito detto "U tiradrittu", di 70 anni, considerato il numero uno della 'ndrangheta e superlatitante da 12 anni, che secondo la commissione parlamentare antimafia è anche più importante dell'ex superlatitante Bernardo Provenzano, capo di Cosa nostra. Viene arrestato in un'operazione congiunta dei carabinieri del Raggruppamento Operativo Speciale e del comando provinciale dell'Arma di Reggio Calabria in una frazione di Cardeto, paese aspromontano. Il latitante alla cattura dice solo: "Trattatemi bene".
Il 21 ottobre 2005 scatta l'operazione Ciaramella in merito al traffico internazionale di sostanze stupefacenti; sono circa 50 arrestati (tra i quali spiccano Paolo Codispoti di San Luca, e gli africesi Francesco Bruzzaniti, Francesco Pizzinga, Salvatore Morabito, ritenuti al vertice dell'organizzazione) e 99 gli indagati. Il 13 febbraio 2007 arrivano le condanne per complessivi 153 anni di carcere.
Il 24 marzo 2006 Brunetta Morabito, nipote del boss Giuseppe Morabito, è colpita da tre proiettili nel centro di Messina. A spararle è il fratello.
Il 3 maggio 2007 è stata effettuata una vasta operazione antimafia a Milano e in altre città d'Italia, contro le 'ndrine Morabito, Bruzzaniti e Palamara (anch'essi di Africo), dopo un'indagine durata quasi due anni. I reati contestati sono estorsione e traffico internazionale di droga. Sono state eseguite 20 ordinanze di custodia cautelare e sequestrati a Milano 250 chili di cocaina proveniente dal Sud America che passava da Dakar in Senegal e successivamente dal Porto di Genova. Il camper che portava il carico era stato localizzato grazie a un ricevitore gps posizionato dalla squadra mobile milanese. Le cosche agivano nella zona dell'Ortomercato in via Lombroso e con il night club creato appositamente "For a King". Erano coinvolti politici, professionisti, ristoratori, dentisti, vigili urbani, società reali e fittizie. Secondo le indagini, il vertice dell'organizzazione era guidato da "Salvatore Morabito". Il broker della cocaina è ritenuto fosse l'albergatore svizzero "Pietro Luigi Giucovaz". L'uomo che intratteneva i rapporti tra la Calabria, Milano e il Brasile era "Leone Autelitano".
- 4 giugno 2007 - Operazione Domino contro i Nesci-Montagnese, i Mamone, i Morabito e i Cordì[47][48][49].

Il 28 gennaio 2008, nell'operazione Onorata Sanità in Calabria, vengono tenute sotto custodia cautelare 18 persone tra cui il consigliere regionale "Domenico Crea" e esponenti della cosca dei Morabito, dei Zavettieri e dei Cordì per associazione mafiosa, abuso d'ufficio, falso ideologico commessa da pubblico ufficiale, truffa, omissione di soccorso, soppressione e distruzione di atti veri.
Il 13 febbraio 2008, durante l'operazione Noas, vengono arrestate 50 persone di cui molte legate o affiliate ai Morabito-Bruzzaniti-Palamara, per il conseguimento di appalti nel campo turistico in Calabria e in particolare a Bivongi per l'ammodernamento di centrali idroelettriche con la collaborazione di elementi della politica come Pasquale Tripodi (assessore al turismo dell'Udeur), il sindaco di Staiti e il vicesindaco di Brancaleone. Inoltre trafficavano in droga con la cosca camorrista dei casalesi.
Il 20 giugno 2008 l'inchiesta bellu lavuru porta all'arresto di 33 persone appartenenti alla cosca Morabito-Bruzzaniti-Palamara, capeggiata da Giuseppe Morabito.
Il 1º agosto 2008 il gup di Milano emette 14 condanne per l'inchiesta sul traffico di droga nell'ortomercato. Tra i condannati, Antonino Palamara, Salvatore Morabito, Francesco Pizzinga e Francesco Zappalà.
Il 22 ottobre 2008 è stato arrestato dai militari del Gruppo di Locri ad Africo Nuovo Domenico Morabito, nipote di Giuseppe Morabito e appartenente all'omonima cosca. Arrestato per associazione a delinquere di stampo mafioso, era sfuggito alla precedente operazione Bellu lavuru. A ottobre un'operazione dei Ros svela che il clan Morabito forniva cocaina a un soldalizio criminale che coinvolgeva ex terroristi di destra e di sinistra.
Il 28 dicembre 2008 è arrestato Pietro Criaco, ricercato dal 1997, catturato in una mansarda rustica di Africo Nuovo. Sarebbe legato alla cosca dei Cordì, ma in passato aveva legami con i Morabito.

### Anni Duemiladieci
Il 26 aprile 2010 a Melito di Porto Salvo viene arrestato Rocco Morabito con l'accusa di essere l'attuale capo della cosca e figlio di Giuseppe Morabito.
Il 31 maggio 2010 viene arrestato Santo Gligora, tra i 100 latitanti più pericolosi, presunto affiliato ai Morabito e ricercato da 13 anni.
Il 22 dicembre 2010 l'ex consigliere della Regione Calabria Mimmo Crea viene condannato in primo grado a 11 anni di carcere accusato di concorso esterno in associazione mafiosa favorendo i Morabito-Zavettieri, i Cordì e i Talia.
L'11 gennaio 2012 viene portata a termine dai Carabinieri l'operazione bellu lavuru 2, prosecuzione dell'indagine bellu lavuru 1 del 2008, e vengono arrestati diversi presunti affiliati e concorrenti esterni del clan Morabito-Palamara-Bruzzaniti, dei clan Talia e Vadalà di Bova e dei Rodà e Maisano; secondo le indagini i clan avrebbero fortemente condizionato gli appalti pubblici relativi alla s.s. 106 jonica e la variante stradale di Palizzi in particolare le 'ndrine si sarebbero occupate del ciclo del calcestruzzo e delle assunzioni, forniture di cantiere e procedure di sub appalto e nolo. Le attività investigative hanno colpito anche funzionari e dirigenti dell'ANAS e della società Condotte d'Acqua.
Il 5 marzo 2013 si conclude l'operazione Metropolis della Guardia di Finanza di Reggio Calabria e dello Scico di Roma che ha portato all'arresto di 20 persone, tra affiliati dei Morabito come Giuseppe Morabito (già in carcere), il figlio Rocco Morabito e Francesco Sculli, padre di Giuseppe Sculli, e la sorella Maria Rosa e degli Aquino come Rocco Aquino (già in carcere) e al sequestro di beni del valore di 450 milioni di euro. L'accusa è di aver costruito illegalmente lungo la costa ionica da Catanzaro a Reggio Calabria residenze che avrebbero rivenduti a ricchi facoltosi spagnoli e inglesi con l'aiuto di un membro dell'IRA irlandese Henry James Fitzsimons a fini di riciclaggio di denaro. Il processo si conclude in Cassazione innanzi alla sesta sezione nel mese di marzo del 2019 con la conferma di quasi tutte le condanne mentre il solo annullamento senza rinvio con la relativa pronuncia di assoluzione per non aver commesso il fatto la ottiene l'unica imputata Maria Rosa Sculli, zia del calciatore Giuseppe Sculli, difesa dal penalista di Roma Avv. Fabrizio Gallo. Nell'operazione di costruzione sono state coinvolte maestranze locali anche per acquisire consenso sociale.
Il 4 giugno 2013 con l'operazione Old Family a Crotone vengono arrestate 35 persone appartenenti alle cosche Vrenna-Ciampà-Corigliano-Bonaventura, Farao-Marincola, Ciampà-Megna-Cazzato, Grande Aracri e Morabito accusati a vario titolo di associazione di tipo mafioso estorsioni, detenzione di armi e traffico di stupefacenti e di armi, in cui figurano anche nuove leve come Francesco Franco, Andrea Leto, Luca Manente, Corrado Valsavoia, Alfonso Cazzato e Danilo Cazzato. Accusati a vario titolo di estorsioni traffico d'armi e narcotraffico e associazione di tipo mafioso appartenenti al gruppo del boss Egidio Cazzato detenuto nel regime carcerario 41 bis di Ascoli Piceno.
Il 10 gennaio 2017 si conclude l'operazione Buena Ventura durata due anni che scopre un traffico internazionale di droga diretto da Rocco Morabito che era in contatti con esponenti di quei cartelli colombiani non in sodalizio con le FARC.
Il 4 luglio 2017 si conclude l'operazione Mandamento Ionico che porta all'arresto di 116 presunti affiliati a 26 'ndrine dell'area ionica, tra cui Giuseppe Morabito detto "Ringo", delineando di tutte i loro gli organigrammi e che ha permesso anche di descrivere i ruoli e il funzionamento di un tribunale di 'ndrangheta. Gli arrestati sono accusati di estorsione, danneggiamenti e infiltrazione in appalti pubblici.
Il 4 settembre seguente Rocco Morabito viene catturato a Montevideo dopo 23 anni di latitanza in un'operazione eseguita dalla polizia uruguagia; il boss viveva lì dal 2001 con passaporto brasiliano sotto il falso nome di "Francisco Antonio Capeletto Souza". Il 9 marzo 2018 un giudice di Montevideo acconsente all'estradizione.
Il 26 settembre 2017 Giuseppe Morabito detto "Pascià" (1986), nipote di Giuseppe "U tiradrittu" e figlio di Domenico (ucciso dalla polizia nel 1996), viene arrestato con l'accusa di associazione mafiosa ed estorsione aggravata a Cantù dove il clan si stava insediando seminando il terrore nei locali notturni di Piazza Garibaldi, chiedendo il pizzo ai commercianti e sfidando i rivali di Mariano Comense. Dalle intercettazioni si evince che Morabito era in rapporti con l'imprenditore Antonino Lugarà, arrestato lo stesso giorno per corruzione insieme al sindaco di Seregno.
Il 7 novembre 2017 si conclude l'operazione Cumps-Banco nuovo nei confronti dei Morabito-Palamara con ordinanze di misura cautelare per 50 persone, di cui 32 in carcere, accusate a vario titolo di associazione mafiosa, concorrenza illecita, estorsione, falso ideologico, violenza e minacce a pubblico ufficiale. Tra i colpiti i più giovani delle cosche che dimostravano il loro potere nel mondo reale tra Africo Nuovo, Brancaleone e Bruzzano Zeffirio e nei social network. Nel comune di Brancaleone sono entrati anche durante una riunione della giunta comunale per ottenere alcuni appalti pubblici.
Il 7 maggio 2018 si conclude l'operazione Santa Cruz tra Reggio Calabria, Domodossola (VB), Milano, Gallarate e Busto Arsizio (VA), la Polizia di Stato ha eseguito un'ordinanza di custodia cautelare in carcere nei confronti di 13 soggetti ritenuti responsabili di traffico e spaccio di sostanze stupefacenti nella Val d'Ossola e nel confinante territorio elvetico. Le indagini hanno evidenziato l'esistenza di collegamenti con la Calabria, ove sono stati peraltro effettuati sequestri di sostanze stupefacenti. Tra gli arrestati figura Russo Giovanni Rosario di Roccaforte del Greco (RC), già condannato nei primi anni '90 per traffico internazionale di stupefacenti e ritenuto contiguo a soggetti appartenenti alla 'ndrangheta insediatisi in Val d'Ossola, vicini alla famiglia Paviglianiti di San Lorenzo (RC), nonché ai Morabito di Africo (RC).
Il 13 luglio 2018 viene arrestato a Tirrenia Giovanni Morabito, figlio di Giuseppe, latitante da meno di 2 mesi, da quando aveva l'obbligo di soggiorno a Livorno.
Il 3 luglio 2019 vengono sequestrati dalla Polizia di Roma beni mobili e immobili del valore di 120 milioni di euro di cui alcuni a Roma, Rignano Flaminio, Morlupo, Campagnano di Roma e Grottaferrata ma anche un fondo patrimoniale e un contratto di rete di impresa ai presunti affiliati Antonio Placido Scriva, Domenico Morabito, Domenico Antonio Mollica, Giuseppe Velonà, Salvatore Ligato delle 'ndrine dei Morabito-Palamara-Scriva.

### Anni Duemilaventi
Il 24 maggio 2021 viene arrestato definitivamente a João Pessoa in Brasile Rocco Morabito. e viene estradato in Italia il 6 luglio 2022.

## Esponenti di rilievo
- Giuseppe Morabito, capobastone in carcere, detto U tiradrittu. Arrestato nel 2004.[31][32][33][34][85]
- Rocco Morabito, fratello di Giuseppe.
- Giovanni Morabito, figlio di Giuseppe, viene arrestato insieme allo zio con l'accusa di traffico internazionale di droga.
- Domenico Morabito, figlio di Giuseppe, muore a 39 anni nel 1996 ucciso dalla polizia[23][24][25].
- Rocco Morabito (1960), figlio di Giuseppe e capobastone fino all'arresto il 26 aprile 2010[60][61].
- Salvatore Morabito, nipote di Giuseppe, arrestato a Milano nel 2007 e condannato nel 2008 per estorsione e traffico internazionale di droga.
- Domenico Morabito, nipote di Giuseppe, arrestato il 22 ottobre 2008 ad Africo Nuovo per associazione mafiosa.
- Leo Morabito, capobastone, genero di Francesco Pelle.
- Giuseppe Pansera, medico gastroenterologo, genero di Giuseppe Morabito arrestato con lui il 18 febbraio 2004[86].
- Francesco Sculli, funzionario del comune di Bruzzano Zeffirio, genero di Giuseppe Morabito e padre di Giuseppe Sculli. Arrestato il 5 marzo 2013 per associazione a delinquere e riciclaggio e rilasciato la settimana seguente, muore nel novembre 2014.
- Giuseppe Sculli, calciatore affermato, figlio di Francesco Sculli e nipote di Giuseppe Morabito. Ha precedenti per calcioscommesse ed è uscito pulito dalle inchieste per associazione mafiosa, tentato omicidio e traffico di stupefacenti.
- Giuseppe Morabito detto Ringo (1978), nipote di Giuseppe U tiradrittu, arrestato nel luglio 2017 nell'operazione "Mandamento Ionico"[2] dopo che era già stato arrestato ad Africo nel gennaio 2014.[87]
- Rocco Morabito, (1966), detto 'U Tamunga, latitante dal 1994 e ricercato a livello internazionale dal 1995 per associazione mafiosa e traffico internazionale di droga e ha fatto parte dell'Elenco dei latitanti più pericolosi d'Italia. È stato catturato in Uruguay il 4 settembre 2017 dopo ben 23 anni di latitanza. Si nascondeva a Montevideo, dove risiedeva da almeno 10 anni sotto falso nome con passaporto. Il 24 giugno 2019 evade dal carcere di Montevideo dandosi alla latitanza. Viene ripreso il 24 maggio 2021 in Brasile ed estradato in Italia.
- Giuseppe Morabito detto Pascià (1986), altro nipote di U tiradrittu e figlio di Domenico (ucciso dalla polizia nel 1996), arrestato con l'accusa di associazione mafiosa ed estorsione aggravata il 26 settembre 2017 a Cantù dove il clan si stava insediando con la forza.[88][89]